# IFK Lepplax
IFK Lepplax är en ishockeyförening från Lepplax i Pedersöre i Österbotten. Föreningen grundades 1974 och spelar sina hemmamatcher i Anders Wiklöf Arena i Bennäs.
Laget spelar säsongen 2021/2022 i division II, som är Finlands femte högsta division.
År 2008 vann lagets B2-juniorer FM-brons.

## Tidigare juniorspelare
- Tony Sund
- Fredrik Norrena
- Filip Riska som bland annat spelat för JYP och Lukko i FM-ligan.
- Robert Nyholm som bland annat spelat för HIFK och Esbo Blues i FM-ligan.
- Marcus Fagerudd som bland annat spelat för Tønsberg Vikings i GET-ligaen och Asplöven HC i HockeyAllsvenskan.
- Erik Riska som bland annat spelat för Lukko och Vasa Sport i FM-ligan.